# Низкие Татры
Ни́зкие Та́тры (словац. Nízke Tatry) — горный массив в центральной Словакии, часть Фатранско-Татранской области. Наивысшая точка — гора Дюмбьер, 2043 м. Территория Низких Татр является народным парком, благодаря своей уникальной природе. Во многих местах, например, между Чертовицей и Кралёвой Голей здесь ещё сохранились девственные леса. Низкие Татры являются вторым по значению после Высоких Татр туристическим местом Словакии — то же самое имя носит национальный парк. Наиболее современные и посещаемые туристические центры расположены у гор Хопок и Дюмбьер.

## Достопримечательности
- Прекрасные панорамы с гор Дюмбьер 2043 м, Хопок 2024 м, Дереше 2004 м, Хабенец 1955 м, Кралёва Голя 1948 м;
- Деменовска Долина с пещерами (Деменовская пещера Свободы), самая красивая долина в Низких Татрах;
- Многочисленные туристические центры, например, Доновалы, Тале, Срдьечко, Косодревина, Лучки, Ясна, Мито под Дюмбьером и т. д.;
- Быстрьянская пещера;
- Пещера мёртвых летучих мышей;
- Пропасти — Яворова и Поноркова.
- Водохранилище Липтовска Мара
- Важецкая пещера